# Paroisse de Brighton
Pour les articles homonymes, voir Brighton (homonymie).
La paroisse de Brighton est à la fois une paroisse civile et un ancien district de services locaux (DSL) canadien du Comté de Carleton, située à l'ouest du Nouveau-Brunswick. Dans le cadre de la réforme de la gouvernance locale du 1er janvier 2023, le DSL a été annexé à la ville de Hartland.

## Toponyme

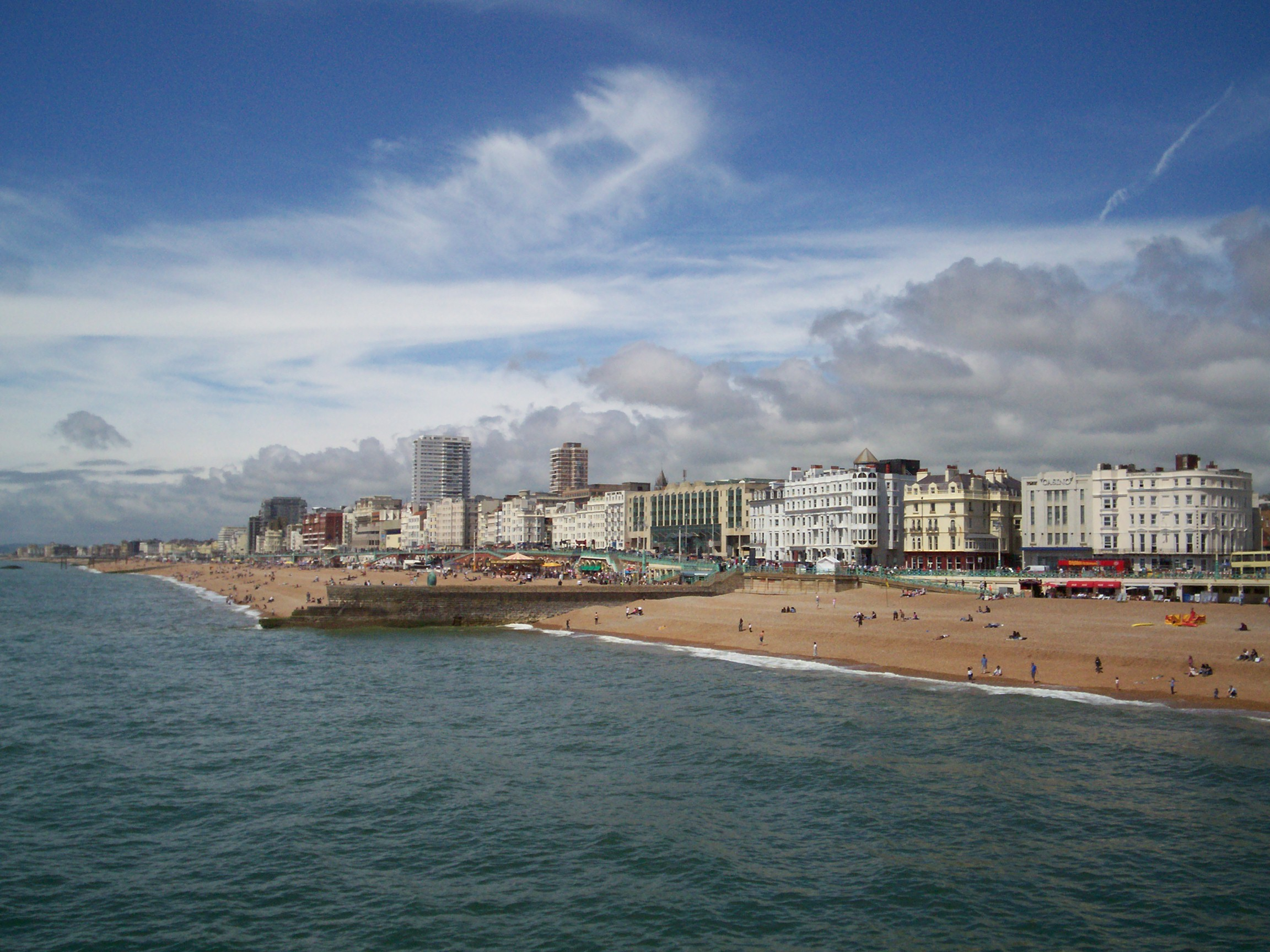
Brighton, en Angleterre.

Brighton est probablement nommé d'après la ville de Brighton, en Angleterre.

## Géographie

### Situation
La paroisse de Brighton est située à 130 kilomètres de route au nord-ouest de Fredericton, dans la vallée du fleuve Saint-Jean.
La paroisse est limitrophe de la paroisse de Peel au nord-ouest, de la paroisse d'Aberdeen au nord, de la paroisse de Douglas et de la paroisse de Bright à l'est, de la paroisse de Southampton au sud-est et de la paroisse de Northampton au sud. La ville de Hartland et le DSL de Coldstream sont enclavés dans le territoire. Au-delà du fleuve, à l'ouest, se trouve la paroisse de Simonds et la paroisse de Wakefield. La paroisse de Woodstock est située à courte distance au sud-ouest. Outre Hartland, les villes les plus proches sont Woodstock, au sud-ouest, Florenceville-Bristol, au nord-ouest, ainsi que Millville, au sud-est.
La Petite chute Pokiok, située près de Lower Brighton, a une hauteur de 18 mètres; à ne pas confondre avec les chutes Pokiok, situées dans la paroisse de Prince-William. La chute Jennings est quant à elle située sur le ruisseau Ackers, à l'ouest de McKenna, et ont une hauteur de 12 mètres.

### Villages et hameaux
La paroisse comprend les hameaux de Armond, Ashland, Carlisle, Cloverdale, East Brighton, East Cloverdale, East Coldstream, Hale, Howard Brook, Lower Brighton, Lower Windsor, Mainstream, Pole Hill, South Knowlesville et Windsor.
Esdraelon est séparé entre la paroisse de Brighton, la paroisse d'Aberdeen et la paroisse de Peel. Bannon est séparé avec la paroisse de Peel.

### Transport et communication
Les routes 103, 104, 105, 130, 570 et 580 desservent le territoire. Le pont Hugh-John-Flemming permet à la route 130 de traverser le fleuve Saint-Jean vers Somerville. La route 2, une partie de la Transcanadienne, passe à quelques kilomètres à l'ouest.

## Histoire
Les hameaux au bord du fleuve Saint-Jean sont colonisés entre 1800 et 1812, surtout par des personnes originaires de la basse vallée du fleuve. La population colonise la vallée de la rivière Becaguimec à partir de 1820. Dow Settlement est d'ailleurs fondé avant 1824. Il semble que Windsor soit fondé avant 1840 par des sens originaires de la vallée. Skedaddle Ridge, correspondant de nos jours à Mapleton, est fondé en 1864 par des objecteurs de conscience américains, les Skedaddlers, qui retournent dans leur pays après la fin de la guerre de Sécession. Cloverdale est fondé en 1878, grâce à la Free Grants Act (Loi sur les concessions gratuites), et peuplé par des néo-brunswickois.

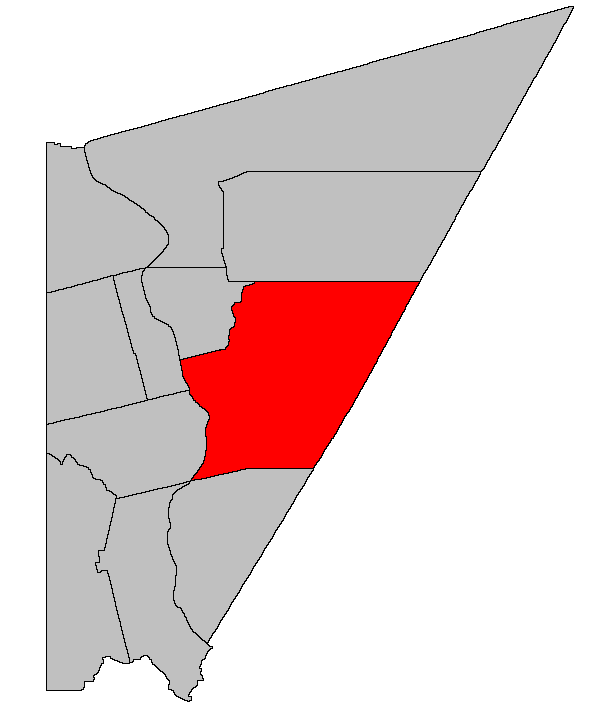
Situation sur une carte des paroisses civiles du comté de Carleton (certains DSL et municipalités ne sont donc pas montrés).

- 1803: Érection de la paroisse de Wakefield dans le comté d'York.
- 1833: Création du comté de Carleton à partir d'une portion du comté d'York, dont la paroisse de Wakefield. Création de la paroisse de Brighton à partir d'une portion de la paroisse de Wakefield. Création de la paroisse d'Aberdeen à partir de portions de la paroisse de Brighton et de la paroisse de Kent.

La municipalité du comté de Carleton est dissoute en 1966. La paroisse de Brighton devient un district de services locaux en 1967.

## Démographie
(juillet 2016).
D'après le recensement de Statistique Canada, il y avait 1891 habitants en 2001, comparativement à 1918 en 1996, soit une baisse de 1,4 %. La paroisse compte 754 logements privés, a une superficie de 508,61 km2 et une densité de population de 3,7 habitants par kilomètre carré.
| 2001  | 2006  | 2011  | 2016  |
| ----- | ----- | ----- | ----- |
| 1 891 | 1 834 | 1 764 | 1 735 |

## Économie
Entreprise Carleton, membre du Réseau Entreprise, a la responsabilité du développement économique.

## Administration

### Commission de services régionaux
La paroisse de Brighton fait partie de la Région 12, une commission de services régionaux (CSR) devant commencer officiellement ses activités le 1er janvier 2013. Contrairement aux municipalités, les DSL sont représentés au conseil par un nombre de représentants proportionnel à leur population et leur assiette fiscale. Ces représentants sont élus par les présidents des DSL mais sont nommés par le gouvernement s'il n'y a pas assez de présidents en fonction. Les services obligatoirement offerts par les CSR sont l'aménagement régional, l'aménagement local dans le cas des DSL, la gestion des déchets solides, la planification des mesures d'urgence ainsi que la collaboration en matière de services de police, la planification et le partage des coûts des infrastructures régionales de sport, de loisirs et de culture; d'autres services pourraient s'ajouter à cette liste.

### Représentation et tendances politiques
Nouveau-Brunswick: Brighton fait partie de la circonscription provinciale de Carleton, qui est représentée à l'Assemblée législative du Nouveau-Brunswick par Dale Graham, du Parti progressiste-conservateur. Il fut élu en 1993 puis réélu depuis ce temps.
 Canada: Brighton fait partie de la circonscription électorale fédérale de Tobique—Mactaquac, qui est représentée à la Chambre des communes du Canada par Michael Allen, du Parti conservateur. Il fut élu lors de la 39e élection générale, en 2006, et réélu en 2008.

## Vivre dans la paroisse de Brighton
Le DSL est inclus dans le territoire du sous-district 8 du district scolaire Francophone Nord-Ouest. Les écoles francophones les plus proches sont à Grand-Sault. Cette ville compte aussi un campus du CCNB-Edmundston alors qu'il y a une université à Edmundston même.
Le détachement de la Gendarmerie royale du Canada et le bureau de poste les plus proches sont à Hartland.
Les anglophones bénéficient des quotidiens Telegraph-Journal, publié à Saint-Jean, et The Daily Gleaner, publié à Fredericton. Ils ont aussi accès au bi-hebdomadaire Bugle-Observer, publié à Woodstock. Les francophones ont accès par abonnement au quotidien L'Acadie nouvelle, publié à Caraquet, ainsi qu'à l'hebdomadaire L'Étoile, de Dieppe.

## Culture

### Architecture et monuments
Brighton compte deux ponts couverts. Celui de Mainstream permet de traverser la rivière Becaguimec. Il fut construit en 1909 et mesure 28,9 mètres de long. Un autre pont est situé à Carlisle, à 3 kilomètres au nord de Mainstream, et permet de traverser la branche nord de la rivière Becaguimec. Le pont de Carlisle fut construit en 1909 et mesure 18,3 mètres de long.
Un troisième pont couvert était situé sur la branche nord de la rivière Becaguimec, à 200 mètres de la route 104, entre Coverdale et Mainstream. Il était aussi connu sous le nom de pont couvert d'Adair, fut construit en 1948 et mesurait 18,9 mètres de long. Il fut restauré en 2008 mais fut détruit par un incendie le 14 octobre 2009.